# Bitwa pod Kolombangarą

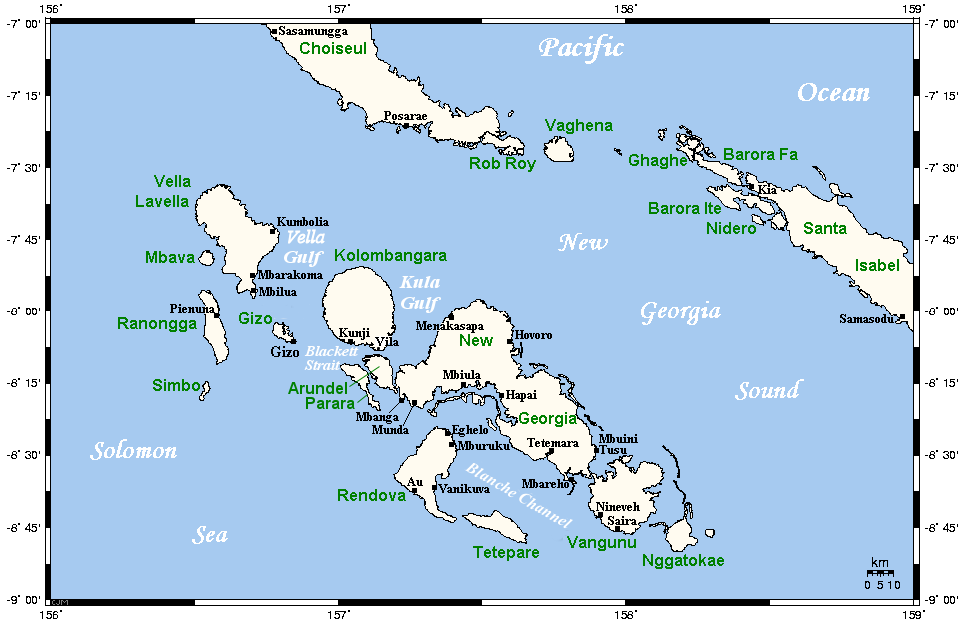
Grupa wysp Nowej Georgii – w centrum Nowa Georgia, na lewo od niej Zatoka Kula i Kolombangara

Bitwa pod Kolombangarą – starcie morskie podczas walk w archipelagu Wysp Salomona w czasie II wojny światowej, stoczone w nocy 12 na 13 lipca 1943 roku pomiędzy okrętami japońskimi a alianckimi – głównie amerykańskimi, koło wyspy Kolombangara, zakończone taktycznym zwycięstwem japońskim.

## Podłoże
Podobnie jak w przypadku wcześniejszej o kilka dni bitwy w zatoce Kula, do kolejnego starcia na tym samym akwenie doszło w związku z nocnymi wypadami niszczycieli japońskich, tzw. Tokio Express, dowożących posiłki garnizonowi japońskiemu na Kolombangarze. W tym celu wczesnym rankiem 12 lipca z bazy w Rabaulu wyszła japońska 2. eskadra niszczycieli pod dowództwem kontradmirała Shunji Izakiego, w składzie 30. i 16. dywizjonów. Rzadkością wśród wypadów Tokio Express było to, że tym razem dziewięć niszczycieli prowadzonych było przez flagowy krążownik lekki „Jintsu”, uzbrojony w siedem dział kalibru 140 mm, mało już nowoczesny, ale wciąż o sporej wartości bojowej. Cztery starsze niszczyciele z grupy transportowej przewoziły 1200 żołnierzy i sprzęt.
Amerykanie zostali uprzedzeni przez wywiad radiowy, przechwytujący wiadomości i odczytujący japońskie szyfry, o wyjściu japońskiego zespołu i admirał William Halsey wysłał na wody koło Kolombangary zespół kontradmirała Waldena Ainswortha, biorący wcześniej udział w starciu w zatoce Kula. Trzon zespołu stanowiły lekkie krążowniki USS „Honolulu” i „St. Louis”, ponadto w miejsce zatopionego w zatoce Kula USS „Helena”, włączono do niego nowozelandzki krążownik lekki HMNZS „Leander”. Oprócz dotychczasowych czterech niszczycieli, do zespołu dołączono sześć dalszych, co prawda nie pływających wcześniej w jednym zespole. Pięć z nich tworzyło 12. eskadrę pod dowództwem komandora Thomasa Ryana na USS „Gwin”, pozostałe pięć 21. eskadrę.

## Starcie

### I faza
Zespół aliancki dotarł do północnego przylądka Nowej Georgii 12 lipca ok. godziny 23:00. Pogoda była dobra, bezchmurna, widoczny był księżyc. Zespół płynął w szyku torowym, ze wschodu: najpierw pięć niszczycieli 21. eskadry, następnie krążowniki: „Leander”, „Honolulu” i „St. Louis”, dalej pięć niszczycieli 12. eskadry. O godz. 0:36 japoński zespół został wykryty przez samolot rozpoznawczy, a następnie na radarze, po czym o godz. 1:03 czołowy niszczyciel amerykański USS „Nicholas” dostrzegł zespół japoński płynący kursem przeciwnym. Jednak również Japończycy wykryli zespół aliancki radarem oraz wzrokowo. Oba zespoły znajdowały się w tym czasie na północ od Kolombangary. 
Zespół aliancki wykonał o 1:06 zwrot w lewo, w celu umożliwienia ostrzeliwania wroga całością artylerii i wystrzelenia torped (postawienia poprzeczki nad T). Japończycy jednak odpalili pierwsi salwę torped. Krążownik „Jintsu” oświetlił zespół aliancki reflektorami, które jednak spowodowały, iż stał się lepiej widoczny i skupił na sobie ogień amerykańskich krążowników. Szybko – do 1:17 został obezwładniony, po czym na skutek dalszego intensywnego ostrzału o 1:45 zatonął z 483 ludźmi i kadm. Izakim na pokładzie. „St. Louis” wystrzelił 1360 pocisków, „Honolulu” – 1100, a „Leander” – 160, z powodu jego szybkiego wyłączenia z akcji.
Zespół aliancki po zwrocie w lewo zatoczył pętlę, obierając kurs na północ, jednak w jej trakcie o 1:22 krążownik „Leander” został trafiony w śródokręcie jedną z japońskich torped i poważnie uszkodzony. Torpeda zniszczyła pierwszą kotłownię, wybijając dużą dziurę i okręt stracił 27 zabitych lub zaginionych. Zachował jednak zdolność ruchu, po czym wycofał się z bitwy eskortowany przez niszczyciele „Radford” i „Jenkins”. Salwa amerykańskich torped była z kolei niecelna. Czołowa 21. eskadra niszczycieli udała się następnie w pościg za niszczycielami japońskimi, lecz nieskutecznie; ich torpedy były z kolei niecelne.
Zespół japoński podzielił się: cztery niszczyciele zespołu transportowego („Satsuki”, „Minazuki”, „Yunagi”, „Matsukaze”) nie niepokojone popłynęły do brzegów Kolombangary, gdzie do godziny 3:40 wysadziły przewożonych żołnierzy, po czym powróciły do bazy. Niszczyciel starszego typu „Mikazuki” pozostał przy tonącym „Jintsu”, a cztery pozostałe – „Yukikaze”, „Hamakaze”, „Kiyonami” i „Yugure” odeszły na północ. Ich załogi zdołały tam w krótkim czasie kilkunastu minut przeładować wyrzutnie torpedowe. Za niszczycielami tymi ruszył na północny zachód także zespół krążowników amerykańskich i 12. eskadra niszczycieli. 

### II faza

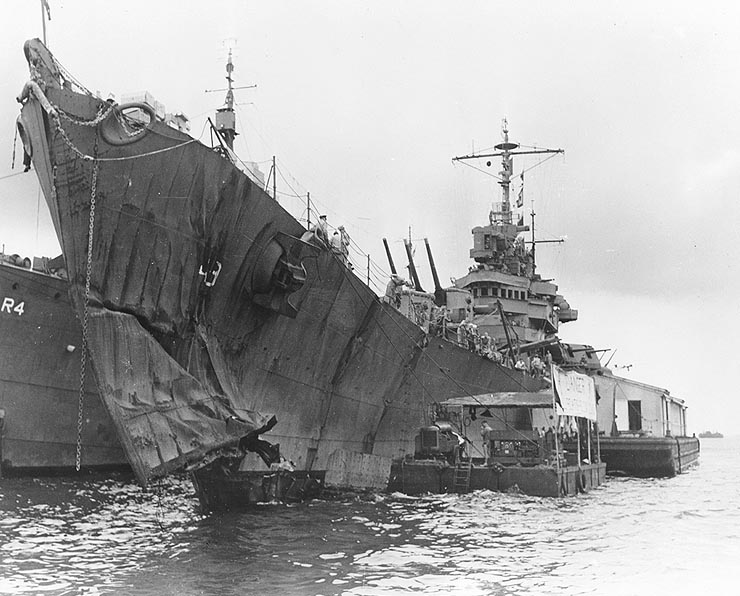
Krążownik USS „St. Louis” z uszkodzonym dziobem po bitwie

O godz. 1:56 zespół amerykański zlokalizował na radarze powracające na plac boju niszczyciele japońskie, jednakże z powodu wątpliwości kontradmirała Ainswortha, czy nie jest to własna 21. eskadra niszczycieli, początkowo ich nie ostrzeliwano. O 2:03 Amerykanie zorientowali się po wystrzeleniu pocisków oświetlających, że mają do czynienia z japońskimi niszczycielami i podjęli przygotowania do otwarcia ognia, lecz zanim do tego doszło, o 2:08 amerykański zespół został porażony salwą japońskich torped. Oba krążowniki USS „Honolulu” i „St. Louis” zostały trafione torpedami w dziób i uszkodzone, przy czym dziób „Honolulu” został prawie oderwany. W „Honolulu” trafiła też druga torpeda w rufę, lecz nie wybuchła. Kolejna torpeda trafiła jednak w śródokręcie niszczyciela USS „Gwin” i uszkodziła go tak ciężko, że okręt po zdjęciu załogi musiał zostać dobity torpedami przez niszczyciel USS „Ralph Talbot” (zginęło na nim 61 marynarzy). Z kolei niszczyciel USS „Buchanan” unikając torped, zderzył się z niszczycielem USS „Woodworth” i oba odniosły lekkie uszkodzenia (z tego „Buchanan” – dziobu). Japoński zespół następnie wycofał się bez przeszkód. Pozostałe amerykańskie okręty dotarły ze zmniejszoną prędkością o własnych siłach do bazy w Tulagi.

## Podsumowanie

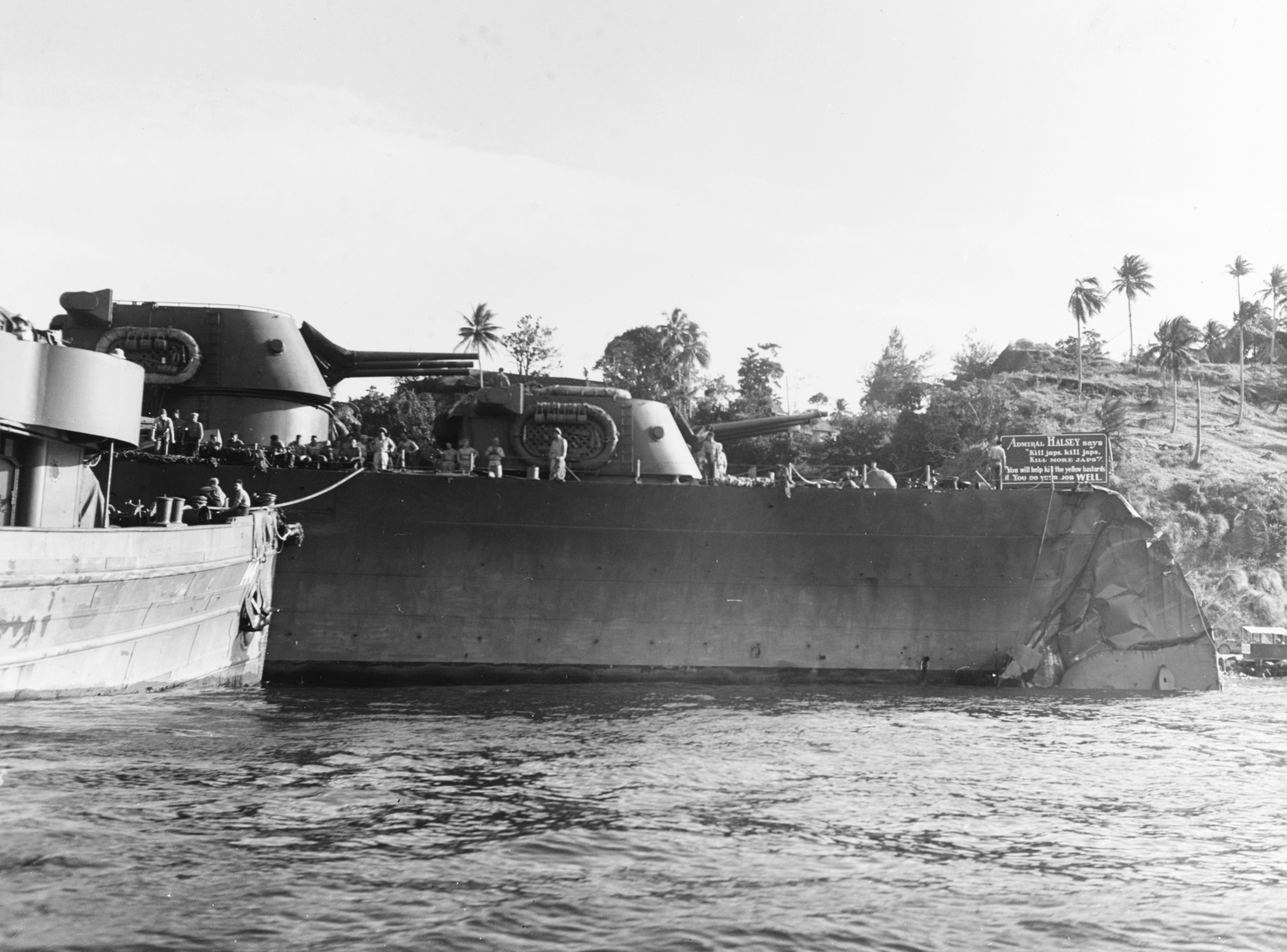
Krążownik USS „Honolulu” z uszkodzonym dziobem po bitwie

Wynik starcia można rozpatrywać w trzech płaszczyznach. Japończycy zdołali osiągnąć swój cel operacyjny w postaci dostarczenia posiłków na Kolombangarę. Ponieśli jednak cięższe straty bezpowrotne w okrętach, tracąc krążownik lekki ze sztabem flotylli i ponosząc większe straty osobowe, w zamian topiąc tylko amerykański niszczyciel. Taktycznym sukcesem japońskim było poważne uszkodzenie trzech krążowników, wyłączające je z akcji na czas co najmniej kilku miesięcy; nie miało ono jednak istotnego znaczenia dla dalszych działań morskich z powodu amerykańskiej przewagi materiałowej. „Honolulu” i „St. Louis” powróciły do służby po remontach już w listopadzie 1943 roku, podczas gdy „Leander” przebywał w remoncie połączonym z modernizacją praktycznie do końca wojny (do sierpnia 1945). Ogólnie biorąc, bitwa ta była jednym z przykładów właściwego użycia lekkich sił japońskich; była też jednak jednym z ostatnich tak udanych starć japońskich sił nawodnych z przeciwnikiem.

## Zestawienie sił
- † - okręty zatopione
- # - okręty uszkodzone, ## - poważnie

### Alianci
- Krążowniki lekkie:
  - USS „Honolulu”## (okręt flagowy kadm. Walden Ainsworth)
  - USS „St. Louis”(inne języki)##
  - HMNZS „Leander”##
- 21 eskadra niszczycieli (kmdr Francis McInerney): USS „Nicholas”, „O’Bannon”, „Taylor”(inne języki), „Jenkins”, „Radford”
- 12 eskadra niszczycieli: USS „Gwin” † (okręt flagowy kmdr Thomas Ryan), „Ralph Talbot”, „Buchanan”#, „Maury”, „Woodworth”#

### Japonia
- 2 eskadra niszczycieli 
  - krążownik lekki „Jintsu” † (okręt flagowy kadm. Shunji Izaki)
  - niszczyciele: „Mikazuki”, „Yukikaze”, „Hamakaze”, „Kiyonami”, „Yugure”
  - zespół transportowy: niszczyciele „Satsuki”, „Minazuki”, „Yunagi”, „Matsukaze”